# 野中站
- 關於靜岡鐵道駿遠線的野中站，請見「野中站 (靜岡縣)」。
- 關於越前鐵道勝山永平寺線車站，請見「越前野中站」。

野中站（日语：／ Nonaka eki */?）是位於長崎縣佐世保市野中町，松浦鐵道的西九州線車站。

## 歷史
- 1990年（平成2年）3月10日 - 車站啟用[1]。

## 車站構造
車站是一座地面車站，設有1面1線的單式月台。此站是無人車站，沒有車站大樓，只有候車室和廁所。

## 車站周邊
站前設有商店
- 國道204號
- 吉岡團地
- 希望丘團地

## 利用狀況
在2018年度，1日平均上落車人次為172人。在2005年度，1日平均上落車人次為215人。

## 相鄰車站
松浦鐵道
西九州線
快速
通過
普通
皆瀨－野中－左石

## 注腳
1. ↑  鈴木文彥（日语：鈴木文彦）. . 鐵道雜誌（日语：鉄道ジャーナル） (鐵道雜誌社（日语：鉄道ジャーナル社）). 2012-8, 46 (8): 106–111 （日语）.
2. ↑  佐世保市統計書
3. ↑  長崎縣統計年鑑

## 外部連結
- 野中站時間表 （页面存档备份，存于）（日語） - 松浦鐵道